# Revine
Revine is een plaats (frazione) in de Italiaanse gemeente Revine Lago.